# Liparis bontocensis
Liparis bontocensis är en orkidéart som beskrevs av Oakes Ames. Liparis bontocensis ingår i släktet gulyxnen, och familjen orkidéer. Inga underarter finns listade i Catalogue of Life.